# بانک قبرس

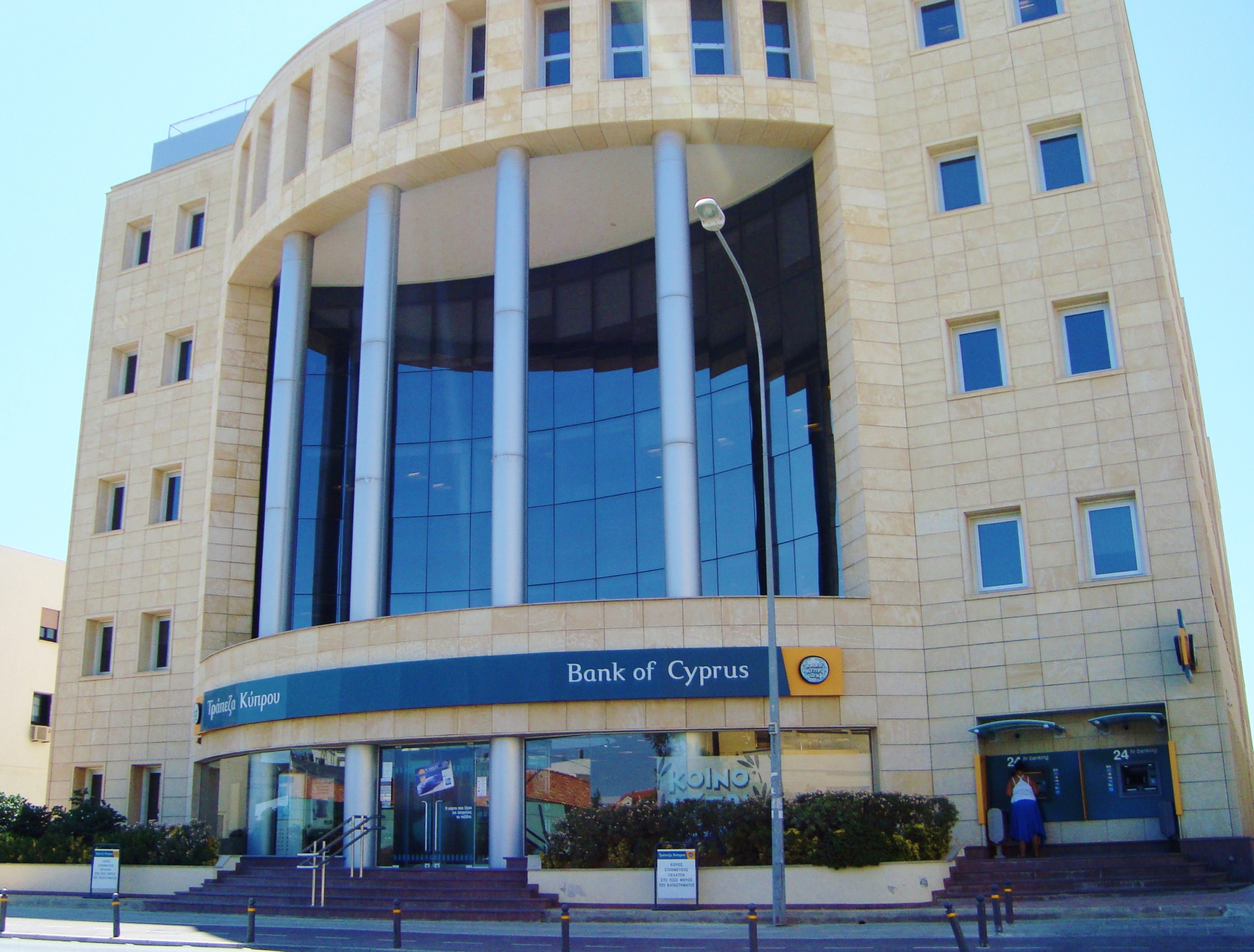
شعبه مرکزی بانک قبرس در شهر نیکوزیا

بانک قبرس (به یونانی: Τράπεζα Κύπρου) شرکت خدمات مالی و بانکداری قبرسی است، که به‌عنوان بزرگترین بانک این کشور شناخته می‌شود.
بانک قبرس دارای ۳۹۳ شعبه است، که ۱۳۷ شعبه از این بانک در کشور یونان، ۴ شعبه در بریتانیا، یک شعبه در ایسلند، ۱۲ شعبه در شهرهای بخارست و کونستانس رومانی، ۱۹۹ شعبه در کشور روسیه و بیش از ۴۲ شعبه در اوکراین مستقر می‌باشند.
شمار کارکنان آن بیش از ۱۲ هزار نفر است. فعالیت‌های این بانک در حوزه بانکداری خرد، بانکداری سرمایه‌گذاری، فکتورینگ، خدمات بیمه، کارگزاری و بانکداری تجاری متمرکز است.
بانک قبرس در سال ۱۸۹۹ تأسیس شد. شعبه مرکزی این بانک در شهر استرووولوس، نیکوزیا، قبرس
قرار دارد و بخشی از سهام آن در بازار بورس آتن معامله می‌شود.